# ISS-Expeditie 15
ISS Expeditie 15 was de vijftiende missie naar ISS. De missie begon op 7 april 2007 en duurde tot 21 oktober. Tijdens de expeditie werd het ISS twee keer uitgebreid.

## Bemanning
| Positie           | Eerste deel (april tot juni 2007)            | Tweede deel (juni tot oktober 2007)          |
| ----------------- | -------------------------------------------- | -------------------------------------------- |
| bevelhebber       | Fjodor Joertsjichin, RSA tweede ruimtevlucht | Fjodor Joertsjichin, RSA tweede ruimtevlucht |
| Flight Engineer 1 | Oleg Kotov, RSA eerste ruimtevlucht          | Oleg Kotov, RSA eerste ruimtevlucht          |
| Flight Engineer 2 | Sunita Williams, NASA eerste ruimtevlucht    | Clayton Anderson, NASA eerste ruimtevlucht   |

## Reservebemanning
- Roman Romanenko - bevelhebber - RSA -  Rusland
- Michail Kornijenko - RSA -  Rusland
- Gregory Chamitoff - NASA -  Verenigde Staten